# گورنگا لومنیتسا (ولاسوتینتسه)
گورنگا لومنیتسا (به صربی: Gornja Lomnica) یک روستا در صربستان است که در ولاسوتینتسه واقع شده‌است. گورنگا لومنیتسا ۶۶ نفر جمعیت دارد.